# Sent German dau Pug
Sent German dau Pug (en francès Saint-Germain-du-Puch) és un municipi francès situat al departament de la Gironda i a la regió de la Nova Aquitània.

## Demografia
| 1962                                       | 1968  | 1975  | 1982  | 1990  | 1999  | 2007  |
| ------------------------------------------ | ----- | ----- | ----- | ----- | ----- | ----- |
| 1.271                                      | 1.281 | 1.395 | 1.615 | 1.813 | 1.982 | 2.025 |
| Des de 1962: població sense dobles comptes |       |       |       |       |       |       |

## Administració
| Període   | Identitat         | Partit |
| --------- | ----------------- | ------ |
| 2001-2008 | André Taris       |        |
| 2001-     | Catherine Viandon |        |